# تود فيليبس
تود فيليبس (بالإنجليزية: Todd Phillips)‏ (ولد في 20 ديسمبر 1970) هو مخرج أفلام وكاتب سيناريو أمريكي، تخرج في جامعة نيويورك كان أول عمل لتود هو الفيلم الوثائقي جج الين حول الحياة والموت وقد حصل تود على الجائزة الكبرى للجنة التحكيم في مهرجان صندانس السينمائي في عام 1998، تعاون فيلبيبس مع مدير الإنتاج إيفان ريتمان بأحد الافلام الكوميدية رحلة الطريق والمدرسة القديمة ثم عام 2004 كتب وأخرج فيلم ستارسكي وهاتش بطولة بن ستيلر وأوين ويلسون وقد تم ترشيحه لنيل جائزة الأوسكار لأفضل سيناريو مقتبس، وفي عام 2009 أنتج فيليس فيلم صداع الكحول الذي حقق إيرادات عالية.

## روابط خارجية
- تود فيليبس على موقع IMDb (الإنجليزية)
- تود فيليبس على موقع روتن توميتوز (الإنجليزية)
- تود فيليبس على موقع مونزينجر (الألمانية)
- تود فيليبس على موقع ألو سيني (الفرنسية)
- تود فيليبس على موقع ميوزك برينز (الإنجليزية)
- تود فيليبس على موقع أول موفي (الإنجليزية)
- تود فيليبس على موقع بوكس أوفيس موجو (الإنجليزية)
- تود فيليبس على موقع قاعدة بيانات الأفلام السويدية (السويدية)
- تود فيليبس على موقع إن إن دي بي (الإنجليزية)
- تود فيليبس على موقع ديسكوغز (الإنجليزية)

قالب:Todd Phillips